# 美帝國主義

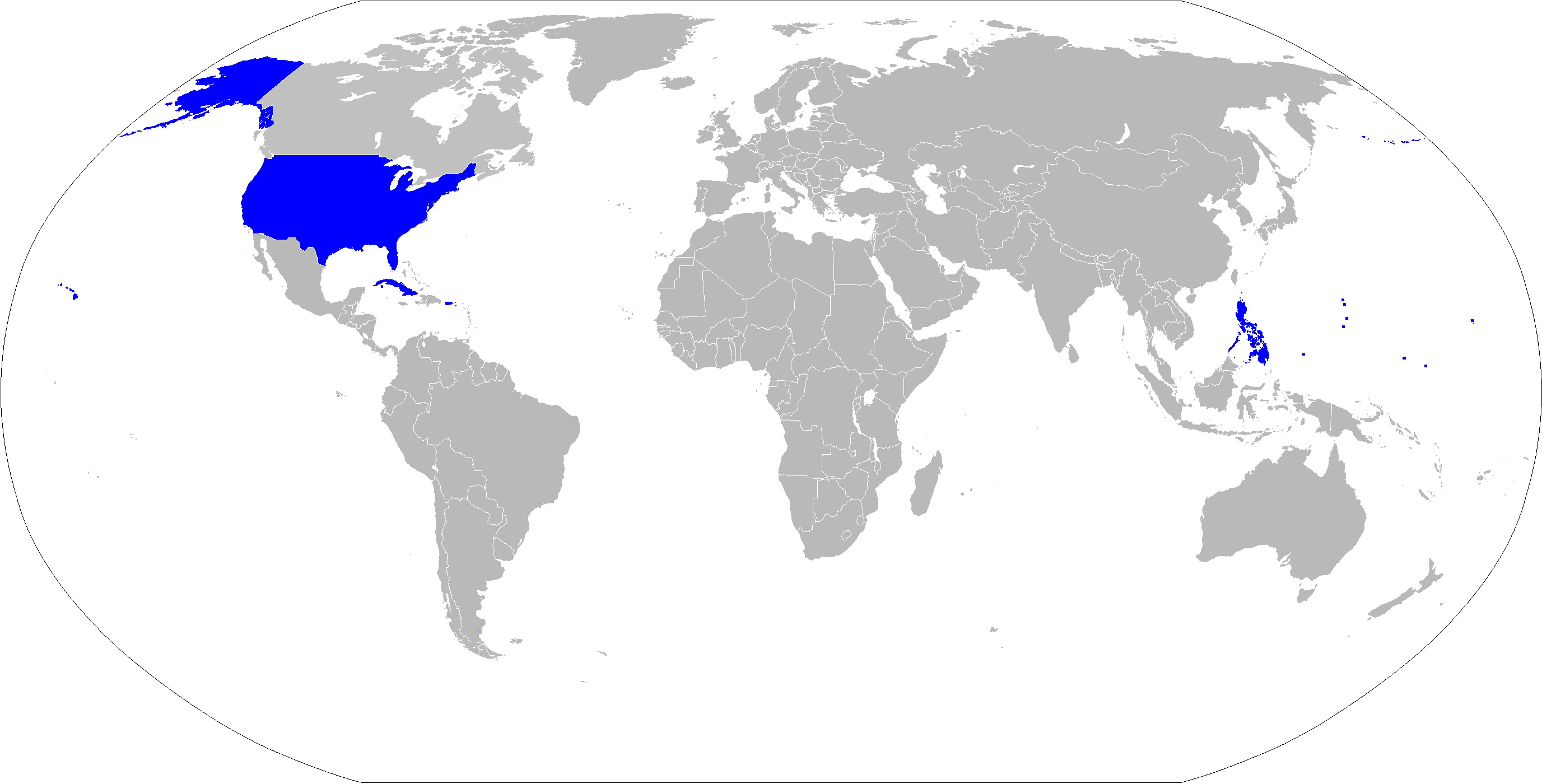
1898年至1902年美國領土最大時期（美西戰爭後）

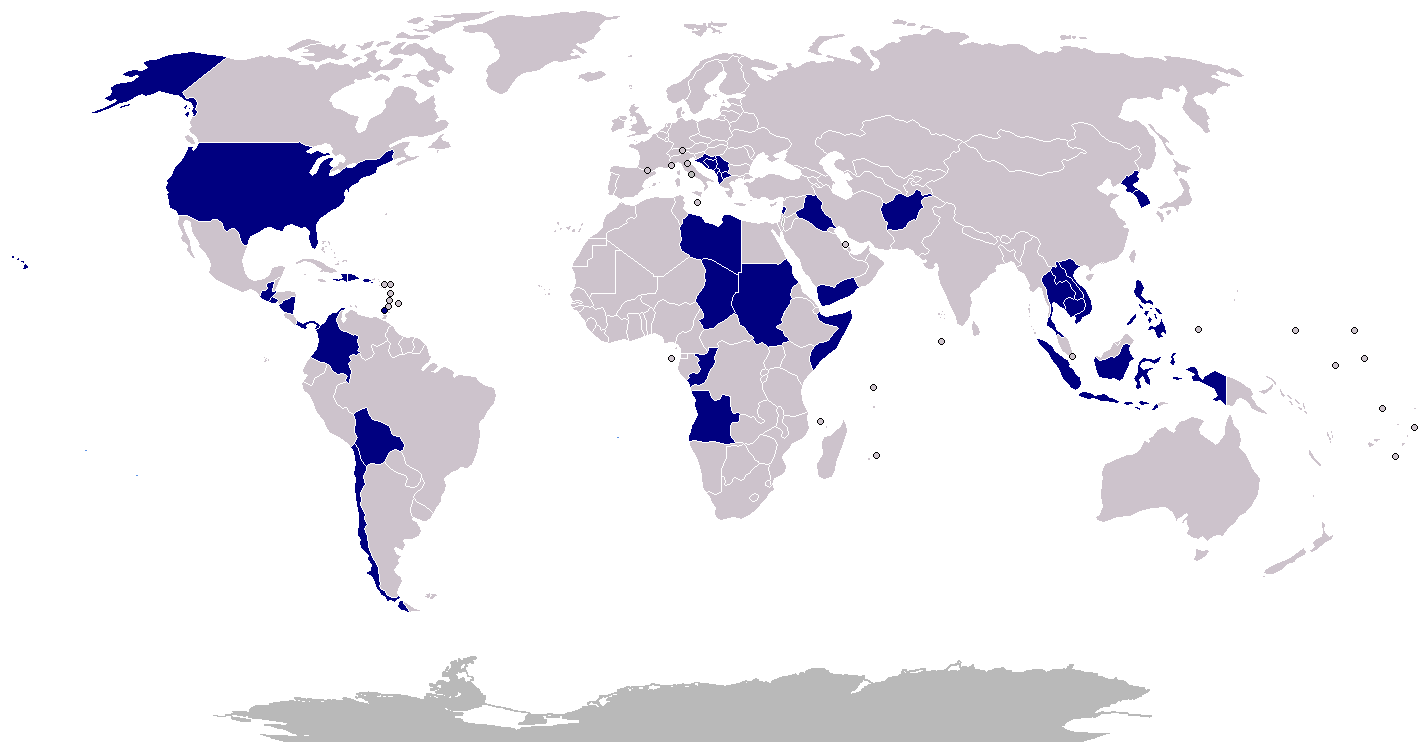
军事干预是美帝国的象征。不含租借法案或外交所提供之軍火。

2007年駐外美軍分布（不含北約）：
美國
伊拉克
1000人以上
100人以上
軍事設施使用

中央情报局（CIA）的秘密拘留（Secret Prisons）国家。

美帝國主義（英語：American Imperialism），是描述美國在政治、經濟、文化和媒體影響力向自身境外擴張的詞彙，也稱美利堅帝国（英語：American Empire）。根據評論者的不同，它可能包括軍事征服，砲艦外交，優先補貼，通過私人公司的經濟滲透，在利益受到威脅時會進行軍事干預或政權更迭。
學界通常認為美帝國主義和擴張主義始於19世紀末的美西戰爭，是“新帝國主義”的開始。不過也有些人認為19世紀初的「昭昭天命」思想已是帝國主義，因此它是以犧牲美洲原住民為代價，把領土向西方不斷擴張。雖然美國聯邦政府從未正式將自己及其領地稱為帝國，但眾多歷史學者及政治評論家，比如小亞瑟·史列辛格和尼爾·弗格森，認為美國無論在過去還是現在，都是屬於帝國主義 。其他評論員指責美國實行新殖民主義，在一個非傳統形式下的帝國狀態，利用經濟實力去實施霸權主義（美元霸權及經濟制裁等）。
美國是否應該干涉外國事務，是一個在該國整個歷史上爭論不休的話題，干涉主義的反對者指出美國誕生於反抗海外霸權的前殖民地，國父們的思想是民主、自由和獨立，因此美國向外干涉已違反了美國的根本價值觀，而且已造成無數人的死傷和損耗巨大的資源。相反，干預主義的支持者和被貼上帝國主義標籤的美國總統，認為為了推進美國經濟利益的必要性、防止歐洲對西半球的干預（殖民地或其他方式），因此干涉主義是必須的，這體現在1823年的門羅主義中。

## 帝國的定義

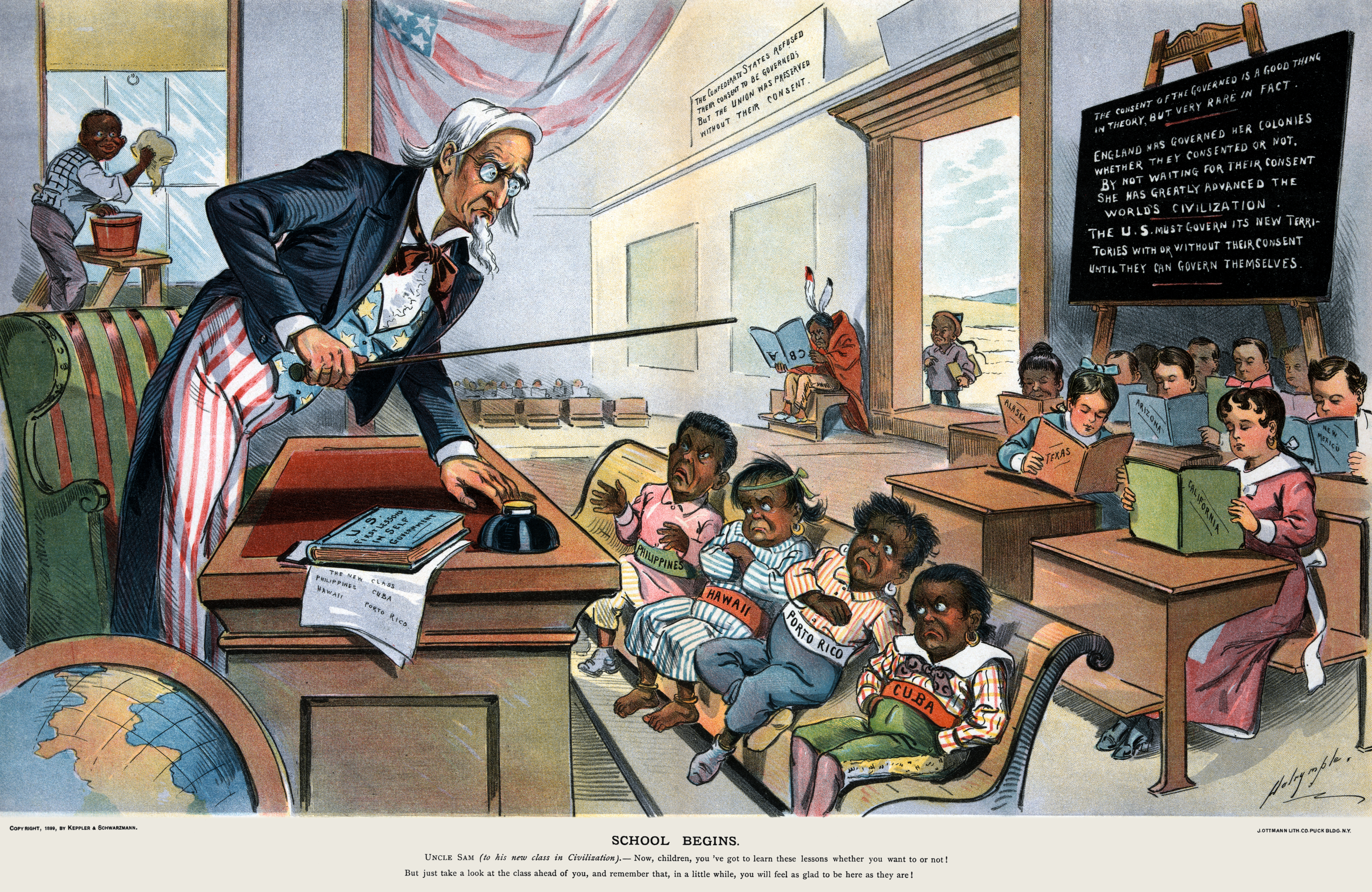
“上课了。山姆大叔：好的，孩子们，不管你们想不想都得学！但是，看看前面的班，记住一会你就会就感到这太好啦！”

“帝國”一詞具廣狹二義。美國由於並無帝王，其國家元首為民選之總統（由美國選舉人團間接選舉產生），與之相似的也包括早期羅馬帝國的皇帝也是由元老院推舉產生的 （皇帝, 拉丁文：imperator, -oris，由拉丁文imperium, -ii 派生而來，本意為命令或權力，美国参议院的英文Senate，即元老院），亦非世襲，因此並非狹義上的帝國；但在廣義上，美國今於波多黎各、美屬薩摩亞、關島等境外領土，及過去在太平洋託管島嶼與菲律賓等地，俱掌握其主權，因而在亦可視之為帝國。截至2006年為止，在全世界上195個主權獨立的國家中，美國政府於135國境內據有702個軍事基地。
美國是否持續對全世界行使帝國式的作為，以及就此指稱其為帝國是否確切，爭議始終不止。帝國主義一詞最初出現於1800年代，用以描述國家的帝國式作法，所指的國家不見得是君權統治下的帝國。牛津英語詞典詮釋帝國主義三義：
1. 帝王統治下的帝制政府，特指暴君之獨裁。
2. 帝國式的原則或精神，擁護帝國本身之利益。
3. 共產黨人之貶義用法：西方列強的帝國式體制或政策。

對於美國是否符合後面兩種定義，爭論未曾停歇。有人稱此種用法引喻失義。史家史都華·克瑞頓·米勒（Stuart Creighton Miller）論斷，“帝國主義”一詞因遭誤用、濫用，因而在文義上幾無意義。史家阿契博德·派頓·梭頓（Archibald Paton Thornton）寫道：“帝國主義較常用來形容對面對連串事件所產生的情緒，而非為事件本身命名。自殖民地分析與類推，帝國主義一定伴隨著不惜一戰的神聖事業。”政論家麥可·沃澤論斷，美國在世界上的地位較近於「霸權」，而非帝國。

## 领土扩张和對外戰爭

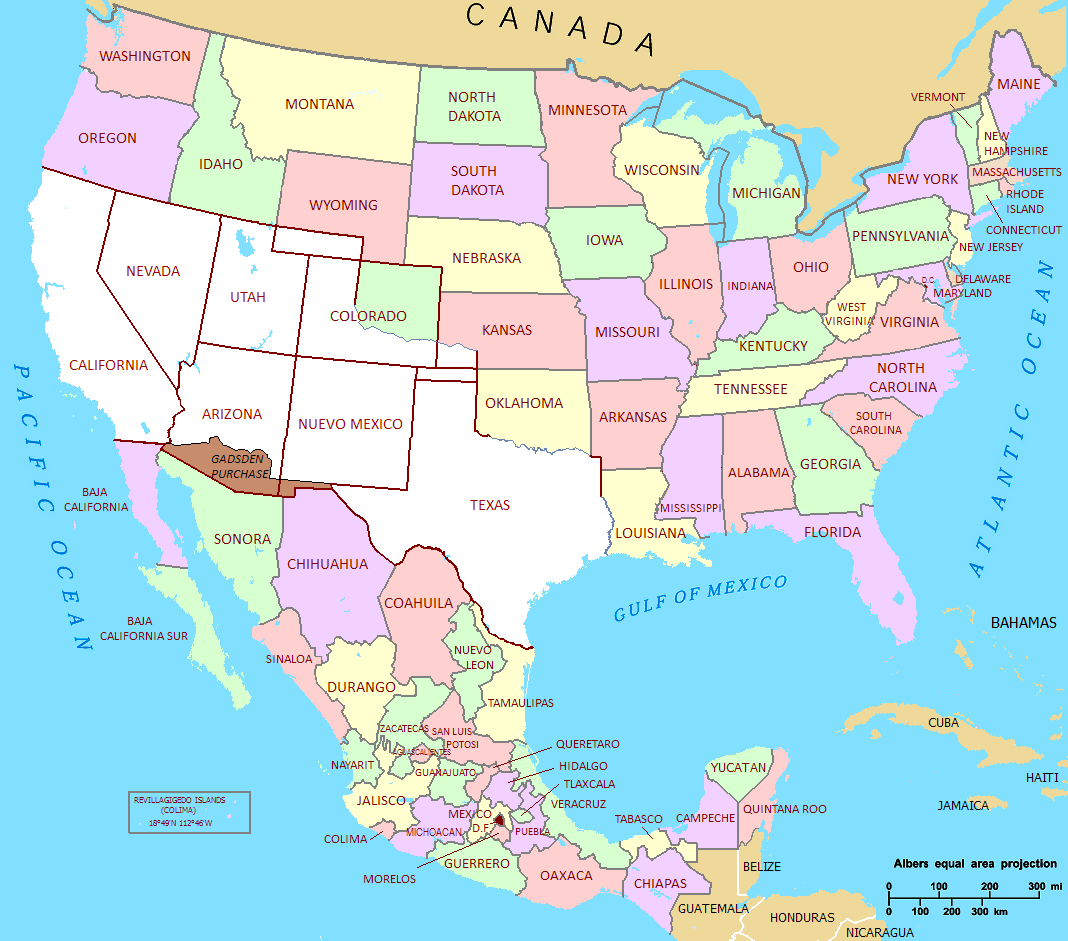
1848年的美國領土，白色部分為墨西哥割讓給美國的領土，大部分為今天美國的七個州份。

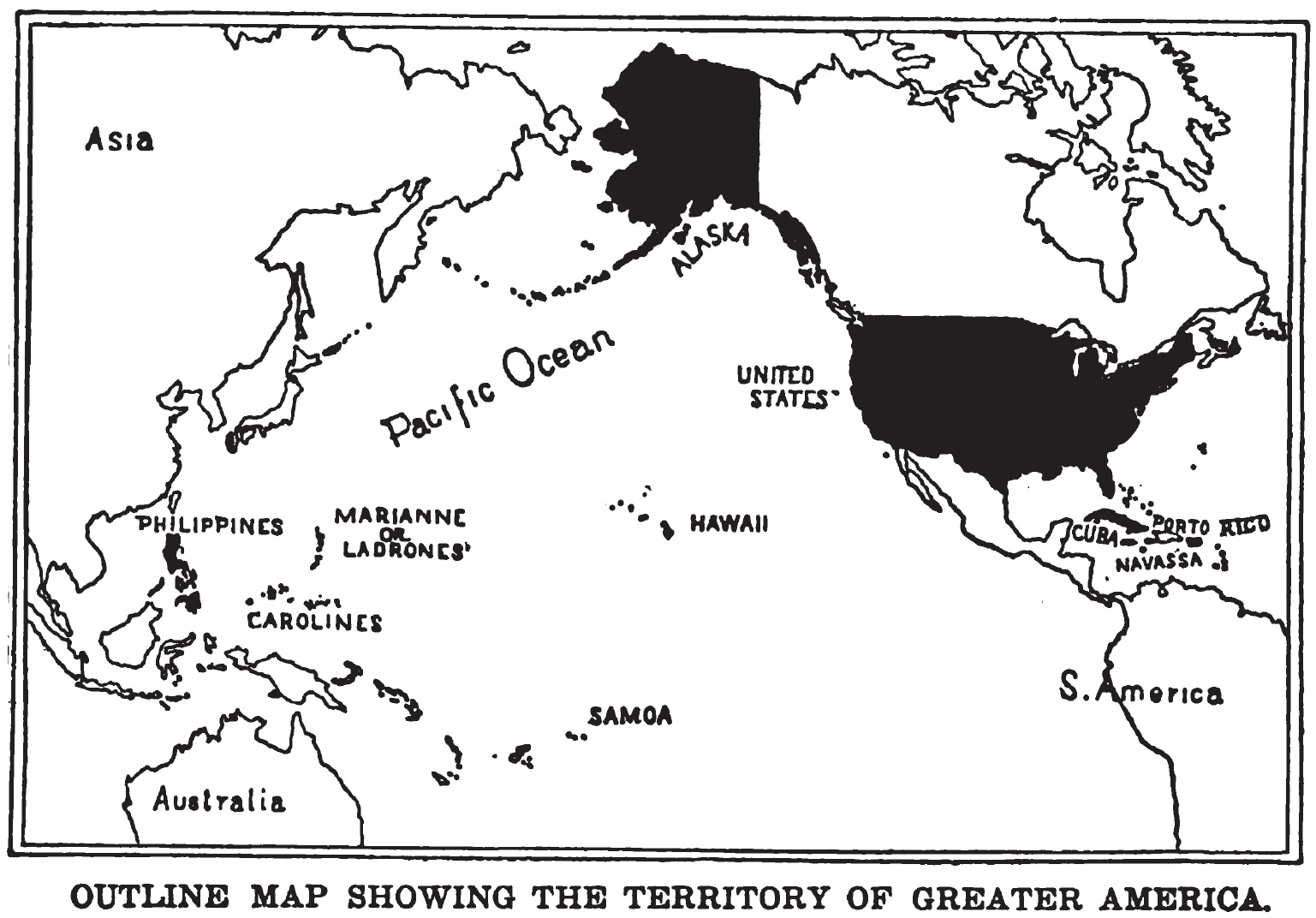
1899年的美國領土，包含阿拉斯加、古巴、夏威夷、菲律賓、波多黎各以及太平洋托管島嶼，美國通過領土擴張，至今控制太平洋及大西洋。

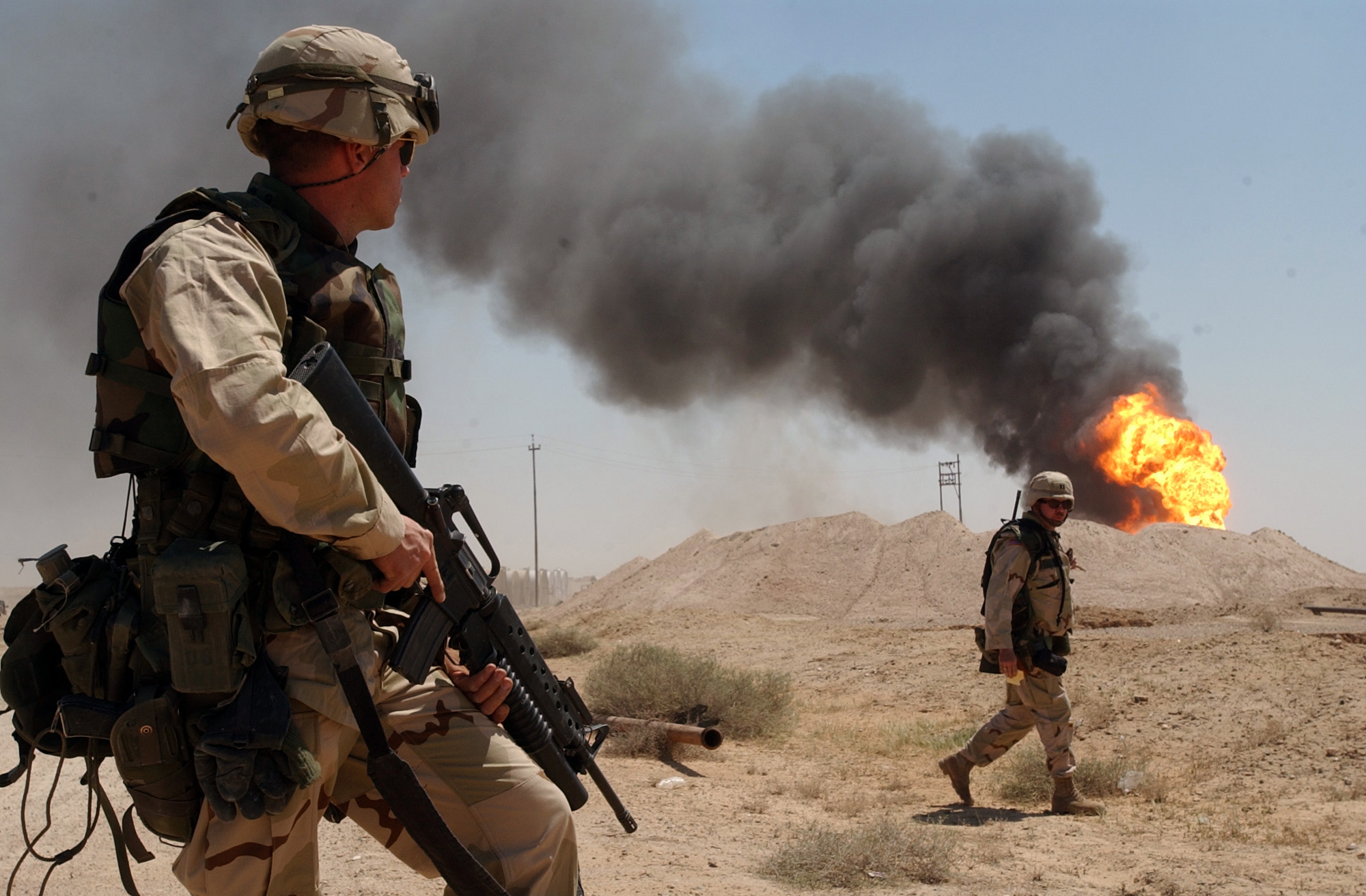
伊拉克战争的美军（2003年）

- 1845年吞併德州：美國吞併的德克萨斯，其中包括所有目前的德克薩斯州，再加上部分新墨西哥州，奧克拉荷馬州、堪薩斯州、懷俄明州、科羅拉多州。所謂的德克萨斯共和國是从墨西哥分裂的一块領土。儘管墨西哥總統安東尼奧·洛佩斯·德聖安娜警告說，兼併將是“等同於宣戰”，美國總統約翰·泰勒还是簽署合併法案，並於1844年四月兼併德州。英国表示反對吞并。之後，美国參議院否決合併法案的同一年，1845年2月28日美国国会通過兼併議案，从法律上承认德州为美国领土。
- 1846年至1848年美墨戰爭：美國於1846年5月13日向墨西哥宣戰。隨即，美軍佔領墨西哥的上加利福尼亞州和新墨西哥州。翌年美軍佔領墨西哥心臟地帶——墨西哥城。1848年2月2日美國外交官Nicholas Trist與墨西哥簽署瓜達盧佩-伊達爾戈條約，而結束戰爭，美國獲得德克薩斯州，並確立格蘭德河流域的美墨邊境，墨西哥向美國割讓今天美國西南部的七個州份，包括加利福尼亞州、內華達州、猶他州、科羅拉多州、亞利桑那州、新墨西哥州和部分懷俄明州。
- 1856年－1860年，第二次鴉片戰爭
- 1867年阿拉斯加易手：在1867年4月9日，美俄雙方同意以7,200,000美元成交。土地合約在1867年10月18日生效，建立阿拉斯加州。
- 1898年美西戰爭：西班牙因為戰爭放棄所有古巴、波多黎各的主權，割讓關島，及其他離島，並強迫西班牙以2000萬美元把呂宋（菲律賓）賣給美國。古巴建立亲美的古巴共和國至1959年古巴革命被推翻。
- 1898年吞并夏威夷：在1893年，一群美國人推翻夏威夷王國。他們組成一個反對夏威夷女王的國家安全委員會，並控制夏威夷政權。利留卡拉尼女王被迫退位。美國政府派遣海軍陸戰隊到夏威夷群島執行所謂的「中立行動」，但這些部隊未能有效保護當地的君主立憲制度，以保護自己國家利益為前提而袖手旁觀。1896年11月，威廉·麥金萊贏得總統選舉，說服國會支持美國擴張，並在1897年簽定一項條約，正式兼併夏威夷共和國，建立夏威夷州。
- 1899年，美菲战争
- 1900年，廊坊阻擊戰
- 1900年－1901年，八國聯軍侵華戰爭
- 1915年－1934年，美國佔領海地
- 1927年－1950年，國共內戰
- 1950年－1953年，朝鮮戰爭
- 1955年－1975年，越南战争
- 1961年，入侵古巴
- 1965年，入侵多米尼加
- 1980年代，尼加拉瓜內戰
- 1980年代，美日貿易戰（日语：日米貿易摩擦）
- 1983年，入侵格瑞那達
- 1989年，入侵巴拿馬
- 1991年，海灣戰爭
- 1993年，索馬里战争
- 1999年，科索沃战争
- 2001年，阿富汗戰爭
- 2003年，伊拉克战争
- 2011年，利比亚内战
- 2011年，叙利亚内战

## 美國卓異主義

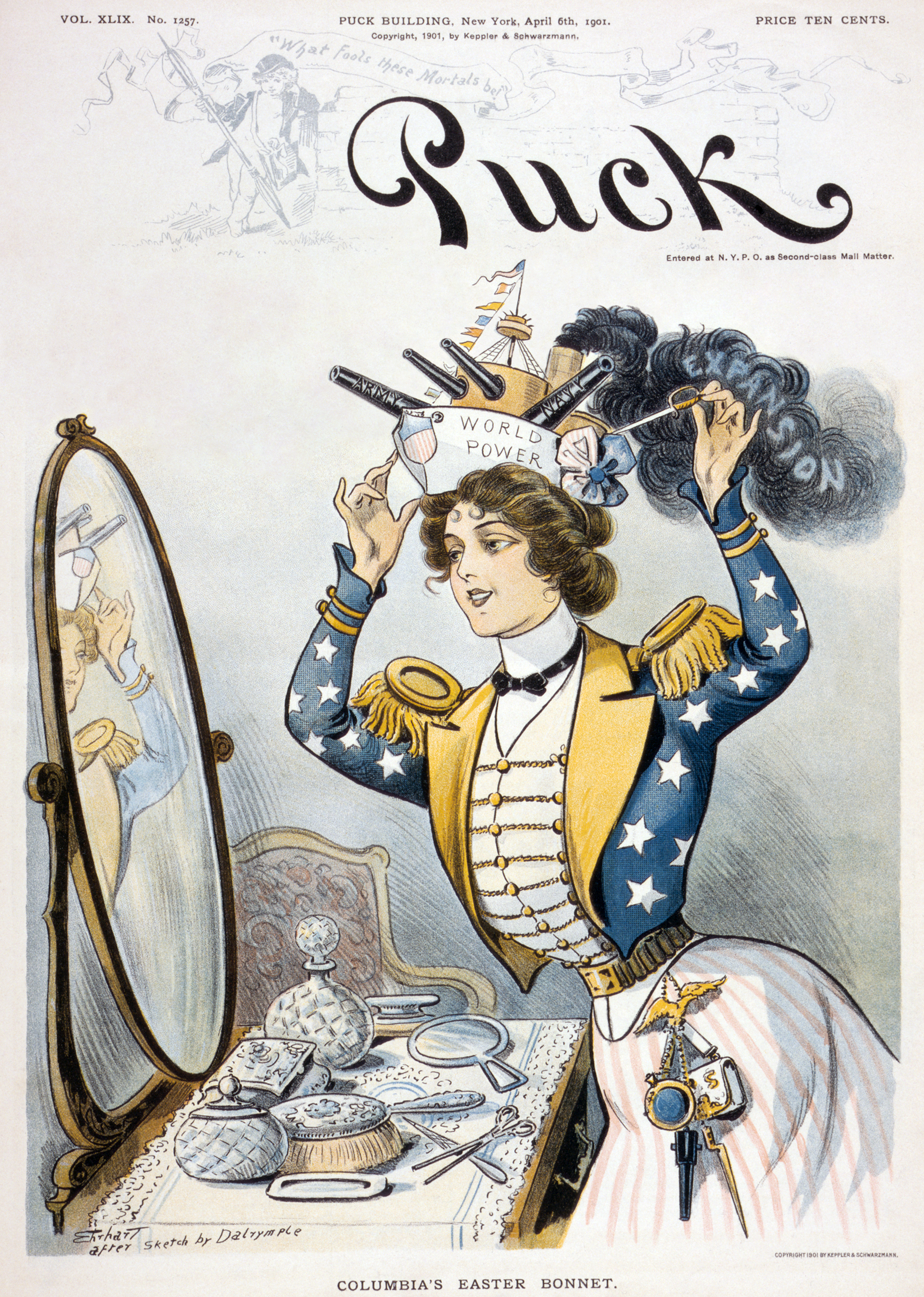
“世界列强”，“扩张”，1901《普茨克》

史都華·克瑞頓·米勒（Stuart Creighton Miller）指出，自19世紀末的美西戰爭以來，與美帝相關的主題已成為焦慮性的爭辯。米勒論斷，此種焦慮肇因於美國對自身「無玷受胎」式起源的純真感受。歐洲移民一踏足於新大陸上，僅因體驗到多樣的全新環境，即奇蹟式地豹變，與其過往一刀兩斷。米勒相信，論及美國興起之教科書、愛國媒體、與愛國性演說不但未強調美國的政治體制，甚至低調或避免提及「構建美國憲法的美國建國先賢實受蔭於約翰·洛克與湯瑪斯·霍布斯之理念。托马斯·杰斐逊的信徒所認為的，曾經大幅改寫的蘇格蘭先哲之理念，甚至其自認獨一無二之邊境平等主義，亦皆深植於17世紀的英式激進傳統。」哲學家道格拉斯·切勒（Douglas Kellner）回顧美國卓異主義之起源，溯及19世紀時之法國觀察家亞歷西斯·托克維爾。托克維爾之推論同意，美國「獨自行進於前景未可限量之路途」。
美國卓異主義於合眾國境內甚孚眾望，但其有效性與其結果頗受爭議。米勒論斷，美國人對美帝的思潮可分為三派：
- 過度自責的美國人會誇大本國的缺點，無法將之置於大範圍時空背景中作整體性思考。
- 在光譜的另一端，極愛國的美國人拒絕承認自己的國家可能有帝國性作為，甚至認為這一點根本就不可能。（當月評論〔Monthly Review〕主筆如此描述這種現象：「在不列顛，帝國主义被解释为一种乐善好施的白人的负担；而在美國，從無帝國這回事。『我們』只不過是致力於保護全世界之自由、民主、與正義。」[17])
- 持中間立場的美國人則認為：「帝國主義偏離常軌。」[18]

## 「帝國主義即美國外交政策之精髓」派

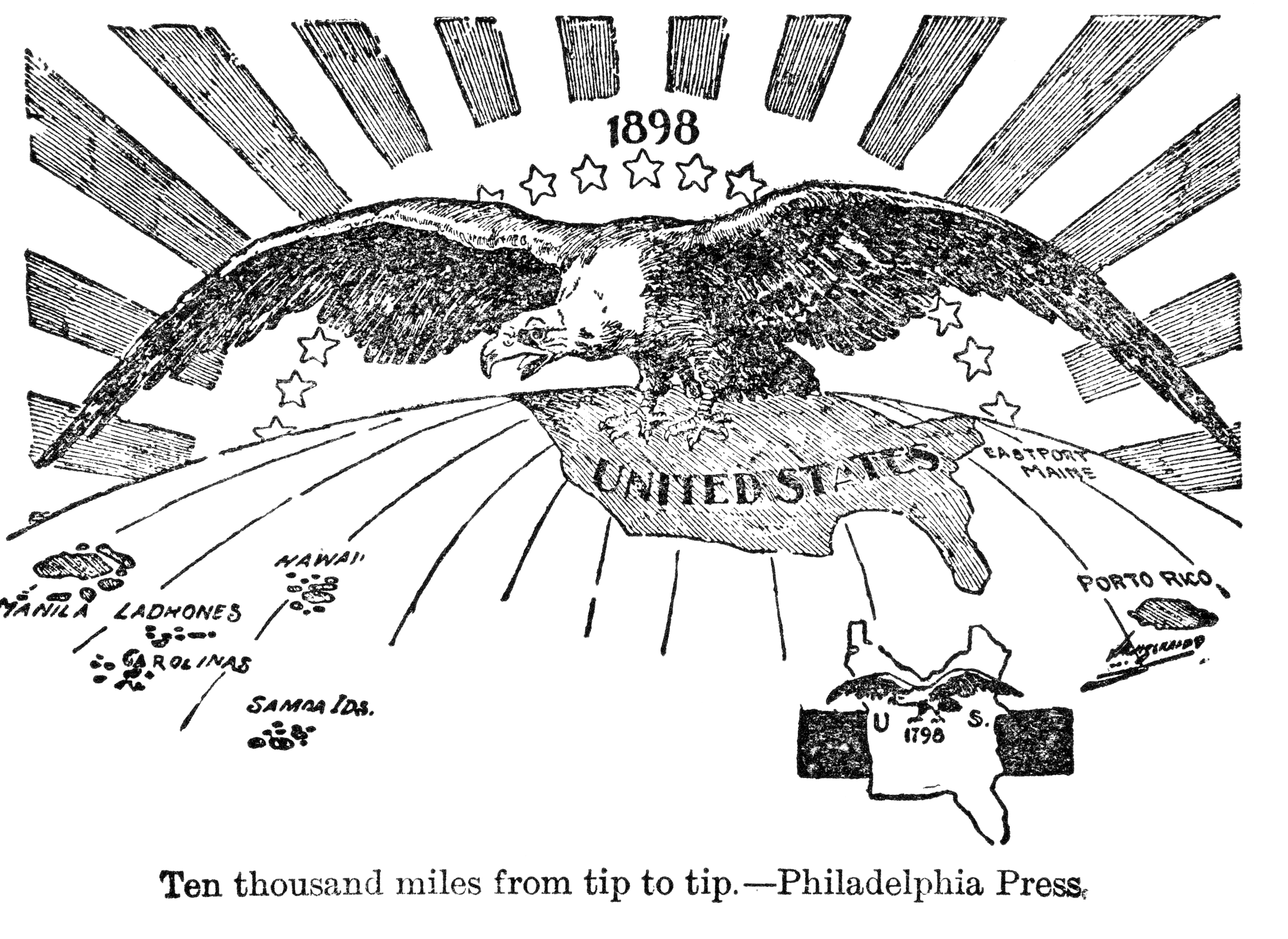
1898年政治漫畫：《自此至彼相隔萬里》("Ten Thousand Miles From Tip to Tip")以白頭海鵰代表美國的領土擴張至波多黎各與菲律賓。

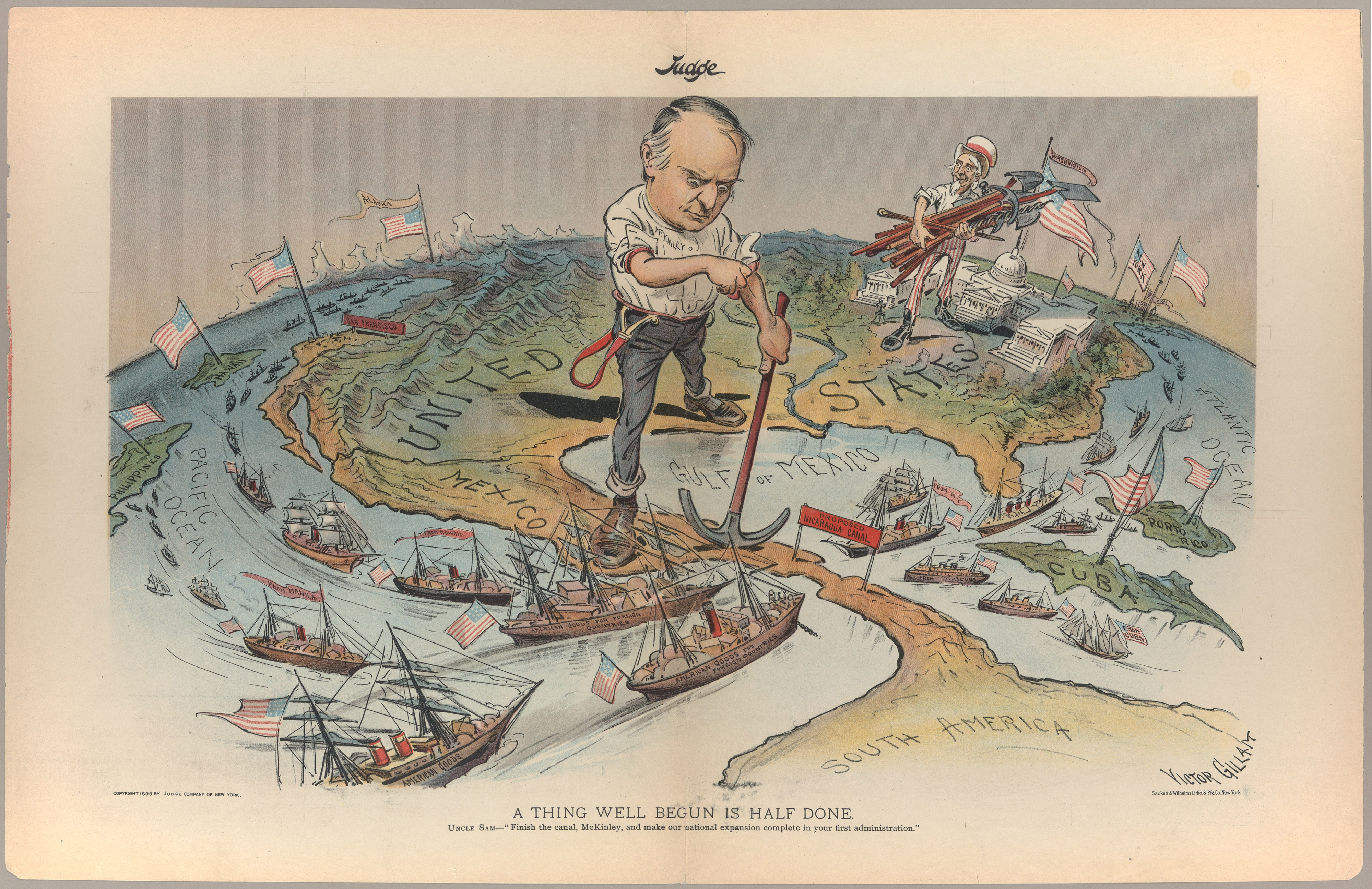
美帝国的漫画

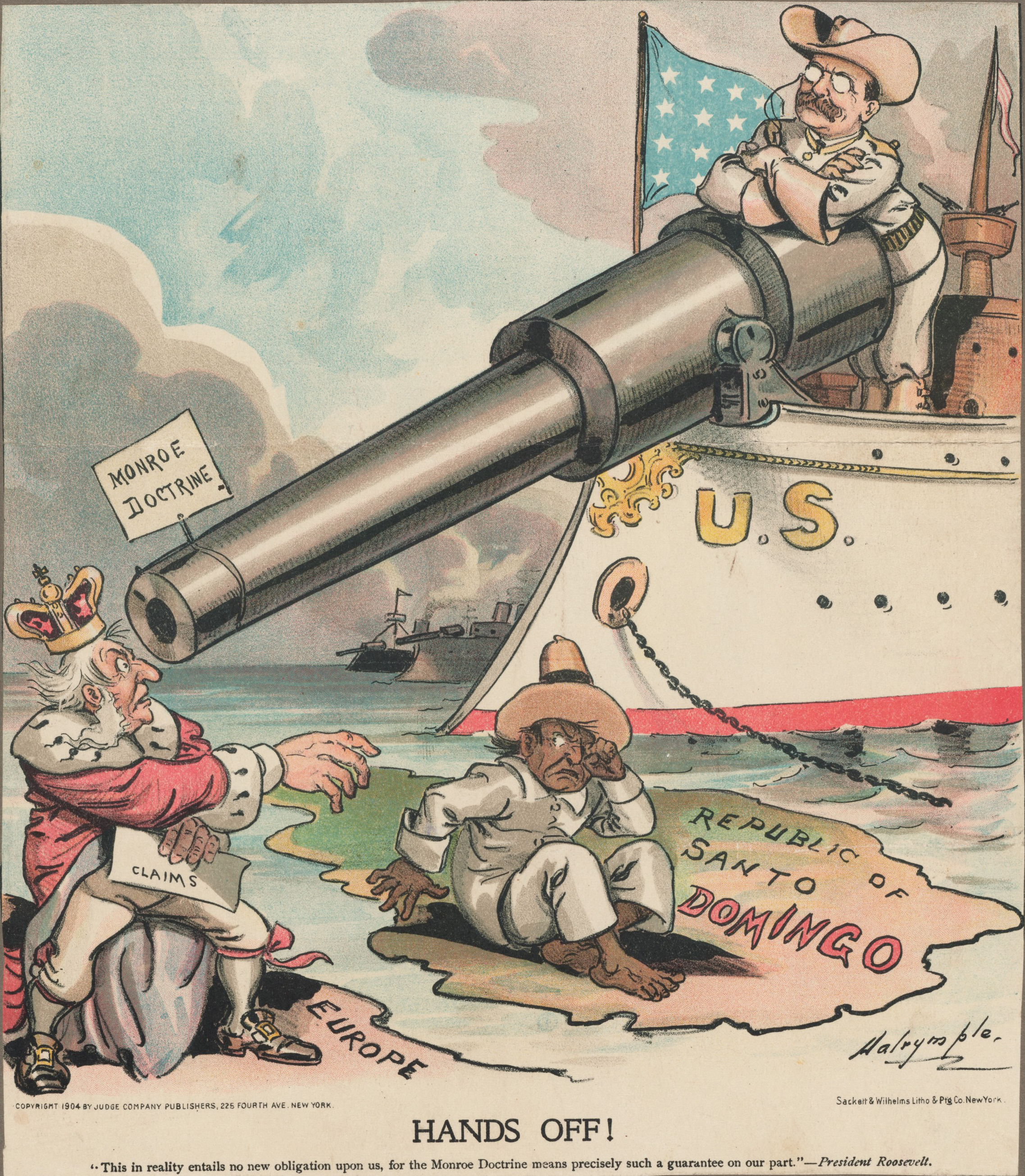
美国统治欧洲

自美西戰爭以來，馬克思主義者與新左派傾向於認為帝國主義乃全然必須。依其觀點，美帝國主義之並非始自美西戰爭，而是可回溯自傑佛遜之路易西安那購地案，或安德魯·傑克森搬遷印地安人之先的美國獨立革命，並沿襲至今。史家雪梨·連司論斷，「合眾國，自獲獨立起，曾使用一切手段－政治上、經濟上、軍事上－協助並扶植他國。」無數的美國涉外調停紀錄，自早期門羅主義指導下之作為，至21世紀插手中東事務等事例，傳統上皆為上述各大家描述為帝國主義。但若干帝國主義評論家對美國早期的作為持較正面的看法。傑出的保守派作家派崔克·布坎南論斷，現代美國在帝國之路上勇往直前是「遠離建國先賢對這個年輕共和國之預期。」後者的觀點通常被視為美國孤立主義，為反動式保守主義（Old Right，布坎南的說法）或自由意志論（如賈斯汀·雷蒙多）。
連司將美帝國主義描述為一種迷思，容忍任何程度的「胡作非為與苛刻殘暴，雖然有時得獲承認，通常卻只視為一時失常。」語言學家與左翼政論家諾姆·喬姆斯基論斷，其為政治宣傳的策略性結果，「受菁英操控的媒體」容許「一開始就修正並解讀論戰前提與報導價值之定義，再對宣傳戰多寡之準則與實施加以解釋。」
美國涉外事務通常會不斷出現此種批判性史觀。史家安德魯·巴謝維奇自查爾斯·畢爾德與威廉·亞伯曼·威廉斯（William Appleman Williams）的研究中得出結論，斷言美國的外交政策在冷戰結束後並無根本上之改變，故美國並未因冷戰之終止而了結這一段歷史時代。打入國外市場以使國內經濟獲益的欲望，長久以來，為美國外交政策之動力。道德上的藉口不過用來粉飾真正的經濟性理由。巴謝維奇並因而示警，披著全球化外衣的美式經濟帝國主義或非美國之最佳益所在。
對美利堅帝國的批判都會朝此方向延伸。布坎南，與位處政治光譜另一端的傑出左翼評論家塔利克·阿里，不約而同地論斷，911事件等針對美國的恐怖行動，導因於美國不由自主的病態性慈善，企圖協助他國擺脫無休止的延宕。阿里主張，「（恐怖份子的）這些理由並非全然邪惡，投身此舉之各人以利他之作法從事利已行為，誤以伊斯蘭教為暴力與為惡之理由。茲具引先哲之言：居上位者令他人充當人肉炸彈而非親自出馬總有理由，是因為他們以一切惡行助長自身。」
種族學家瓦德·邱吉爾教授幾乎是唯一將此種批判延伸至911事件受害人的學者，他稱罹難者們為「在美國全球金融帝國－役使美國軍事政策的『強力營利機器』－心臟地帶組織技術專家政治公司」的「小艾奇曼」（"little Eichmanns"，指二戰期間執行滅種計畫的納粹官員阿道夫·艾奇曼〔Adolf Eich-manns〕）「當遭此刧」。較通行的延伸性解釋與此不同，許多美帝國主義的批評家們－如馬克斯主義社會學家約翰·貝拉米·福斯特（John Bellamy Foster）－論斷，全球獨強的地位使美國成為最危險的世界性帝國主義國家。

### 美帝國論述
左翼記者愛絲莉·史密斯（Ashley Smith）將美利堅帝國相關論述分為五大類：「自由」說、「社會民主」說、「列寧主義者」說、「超帝國」說、與「哈德特與涅格利」說。據史密斯所言：
- 自由說斷言，美國的政策來自特定當選人（如小布希政府）或政治運動（如新保守主義），而非美國政經體制本質內之產物。美國民主黨內的批評家持此觀點，他們對帝國主義的典型解決方案為競選更高職位。
- 社會民主說斷言，美國的帝國主義政策為美國特定部門影響力浮濫的結果，如商業部門、政府部門、聯結軍事與政治官僚的軍工產業，有時尚且包含石油與金融等其他產業，即俗稱的軍工複合體（military-industrial complex）。此複合體自發戰爭財以及刧掠自然資源得利，常損耗公眾利益。此說對帝國主義的典型解決方案為，以持續性的大眾警愓產生制衡的壓力。左翼的前中情局顧問喬麥思·約翰遜（Chalmers Johnson）持此觀點；右翼反干涉主義者，如布坎南、巴謝維奇、雷蒙多等亦持此觀點，但形式不同。
- 「列寧主義者」說斷言，美國的帝國主義政策產自美國商業精華區之共同利益，即必須確保並利用資本與貨品市場。自馬克斯主義者看來，商業行為之本質在於控制政府，國際軍備競賽不過是國際性經濟戰之一環，而兩者皆受資本主義固有之擴張天性所驅使。美國海軍退役將領史曼德雷·巴特勒（Smedley Butler）曾說他的工作是充當「大企業的打手」（"muscle man for big business"）時，即彰顯此種觀點。此說對帝國主義的典型解決方案為商業革命。此說於第一次世界大戰期間由布爾什維克、列寧，與布哈林，基於早期的馬克斯主義者、社會主義者、與無政府主義者的論點立說。阿里、福斯特、連司、與金殷諸人，連同史密斯本人，皆持此種看法，但各有不同形式。
- 「超帝國」說在對帝國主義起源的看法上同於列寧主義者說，但以全球經濟互倚之說取代單一國家的商業結合。職是之故，對已開發國家來說，軍經結合較國際戰爭更為常見。現代帝國主義的爭執核心在於先進國家與第三世界國家之間，而非各帝制強權。政治學家李奧·潘尼區與山繆·金汀持此看法。
- 「哈德特與涅格利」說斷言，列寧主義者說雖陳述正確，但美國已非傳統義意上之帝國，因世界已度過帝國主義時代，進入新世紀[註 1]。此一新世紀仍殘存暴政與殖民強權，但已從以實體經濟為後盾的軍力，轉型為奠基於知識與感知經濟的生物動力網路。依此觀點，美國居中發展並型塑具威勢與主權的新式全球政權，雖稱帝國，但為一權力分散的全球化帝國，且並未受單一政府管轄。文學理論家麥可·哈德特與哲學家涅格利論斷，「美利堅合眾國確居於帝國之特許部份，然此特權並非衍生自與歐洲舊式帝制強權之類似處，而是來自其不同處。」[29]哈德特與涅格利萃取史賓諾札、傅柯、德勒茲、及義大利的自治論馬克思主義者之論點立說。具批判性的國際關係理論家詹姆斯·德·德律安與尚·布希亞所持觀點與此相關，但較無組織，一如典型的後殖民主義、後現代主義、全球化等論述。

### 以美國海外軍事基地為新殖民地
支持美國為實質帝國者指出，未必受駐在國多數民意支持的美國各海外軍事基地即帝國之象徵。另外，統合多軍種，分世界為五大軍事責任區的聯合作戰司令部也遭人視為帝國象徵。至少有一名作者喬麥思·約翰遜註明軍事基地即美國版的殖民地。趣普·彼茨教授認可美利堅帝國為既存實體，但論證此帝國實深存於美國普羅大眾與政策治定者之善意中，由此駁斥伊拉克戰爭期間所產生的種種論調，如軍事意義上的新式殖民主義，為恢復國內民權，與重建遭帝王總統侵害之自由人權之先決條件，對中東等地之和平穩定亦為不可或缺之助益。事實上，美國是二戰後，發動戰爭最多的國家。因美國的戰爭行為導致了二戰後一些血腥的反人類罪行及人道災難。

## 『從無美帝國這回事』派
許多美國人為本國的歷史定位辯護，駁斥美利堅帝國主義等「邪惡」的說法。此種作法在領導潮流的政治人物中特別常見。前國防部長唐纳德·拉姆斯菲尔德即為一例，他說：「我們不追求帝國式統治，我們不是帝國，從來就不是。」
反過來說，美國於20世紀初佔領菲律賓，或許最常被引用為美國軍事力量以帝國之姿介入外國之事例。美國軍人曾命犯下的戰爭罪行斑斑可考。美菲戰爭中，傑柯布·史密斯將軍曾下令：「我要的不是戰俘，我要你們殺人放火。你們燒得、殺得越多越令我滿意。我要每一個人都幹掉任何可能敵對美國的人。」然而，保守派軍事史家麥克斯·布特為軍在菲律賓的行動辯護，指稱發生於當地的「暴行」在無關全局；依其觀點，美國動機良善，且此舉長期說來惠及美菲雙方。
布特論斷，美國進行美西戰爭乃出於解放暴政奴役下的古巴人、波多黎各人、與菲律賓人的利他之心。美軍若真在菲律賓逗留過久，也是為了翼覆菲律賓人，抵擋歐洲掠奪者，並教導美式民主。美國在菲律賓所為乃其通常模式：「美國設立警官隊，即當地人組成，由美國人領導的準軍事化警力，再與當地警官共同合作，管理各項公共服務，自疫苗接種與學校設立乃至租稅事宜。美國人雖遭怨懟，通常卻證明較前政府高效率而低腐化...進行公平選舉為最高優先，因一旦民主選舉所產生的政府成立之後，美國人即認為已可功成身退。」
布特論斷，此舉與「傾力刧掠各國自然資源的老式帝國主義」大不相同。對於「最貧困的國家」，如伊拉克與阿富汗，在20世紀早期「美國投資者資助最力的國家，美國較不願介入（如阿根廷與哥斯大黎加）。美國資助最少的國家－尼加拉瓜、海地、多明尼加－遭佔領最久...相較於荷蘭人在東印度，英國人在馬來西亞，或法國人在印尼，不同的是，美國並未遺留任何經濟性開發。」
史都華·克里頓·米勒（Stuart Creighton Miller）聲稱，此種一心為國又不著邊際的解釋法在史學家中已不常見。

### 「慈善帝國」
布特其實肯用「帝國主義」形容美國的政策，不只用於20世紀早期，而是「至少始自1803年」。但這主要不過是用詞不同，布特仍辯稱美國對外政策向來基於善意。布特並非個案，美國的保守主義專欄作家查爾斯·克魯瑟默寫道：「人們現正自『帝國』中一詞中出櫃。」（"People are now coming out of the closet on the word 'empire."）不少新保守主義者接受帝國一詞，如英國史家保羅·強森，以及作家汀許·狄守哲和馬克·史推恩。有些自由主義鷹派人士亦持相同態度，如齊畢紐·布里辛斯基和麥可·伊格納泰夫等政治人物。
哈佛大學的英籍史學教授奈爾·福格森即是一例。他論證美國確為帝國，但美帝是件好事。福格森比較大英帝國與美國在20世紀末與21世紀初的帝國角色，認為美國的政治與社會結構更近於羅馬帝國，而非大英帝國。福格森論斷，上述帝國皆有其正負兩面，但美利堅帝國若能以史為鑑，則其正面價值將大覆蓋過負面意義。

## 「帝國主義偏離常軌」派
另一種看法為，承認美國的海外擴張為帝國主義行為，但視此種帝國主義為暫時現象，是美式理想之墮落或過往之遺留。史家山繆·弗列格·畢密斯（Samuel Flagg Bemis）論斷，美西戰爭引發之擴張主義為短暫之帝國主義衝動，且為「美國歷史上的大偏向」，與建國初期之領土擴張相較之下大有不同。史家華爾特·拉斐勃則不視之為偏向，而是美國西向擴張之頂點。但兩人皆同意，美國結束佔領菲律賓即美利堅帝國之終結－他們否認美國近年來的涉外政策為帝國主義。
右翼史家維克托·戴維斯·韓森論斷，美國並不企圖統治世界，但維持著足以影響全世界的互利體系；「若說我們的確行使帝國主義，我們統治的就是個怪異的帝國...美國自美西戰爭後再未兼併任何領土...帝制強權指揮，他國聽命。但在我們的情況，我們提供土耳其策略性擔保、政策支持－甚至金錢......美國國家性格中的孤立主義、教區制度、與自體吸收遠遠超過海外冒險主義貪欲。」
新自由主義者論斷，即使美國目前維持著世界秩序，這樣的型式也稱不上帝國主義。國際關係學者約翰·伊肯勃利論斷，國際組織已填補帝國的空缺：「美國確從事帝國主義，對外圍的弱國尤甚。但美國對歐、日、中、俄的關係無以稱之為帝國主義...想都別想對其動用武力或進行威脅。他們經濟深切互倚...他們形成政治秩序的途徑是經由討價還價、互惠、一系列的政府連繫組織與目的性經營。這不是帝國，是美國領導下的民主秩序，既無名目，亦無前例可循。」國際關係學者約瑟夫·倪論斷，美國的力量越來越基於柔性權力，即文化霸權，而非軍經實力。影響所及，全球民眾普遍希望移居美國，美國大學內素質良好的外籍學生比例居高不下，美式通俗音樂與影劇遍及各處。職是之故，美國無論在這些方面如何稱霸，皆已不再是傳統義意上的帝國。
這種觀點或為美國內部主流或官方對美國歷史的解釋。美國情報機構寫道：「除了1867年自俄國買下阿拉斯加以外，美國領土自1848年起維持不變。自1890年代起有了新的擴張精神...而擺脫帝國桎梏的美國人，對於由自己來統治一個帝國並不感到自在。美國大軍於1902撤出古巴...菲律賓獲得...完全自治則在1946年。波多黎各變成自治領...而夏威夷在1959年成為一州。」

## 文化帝國主義

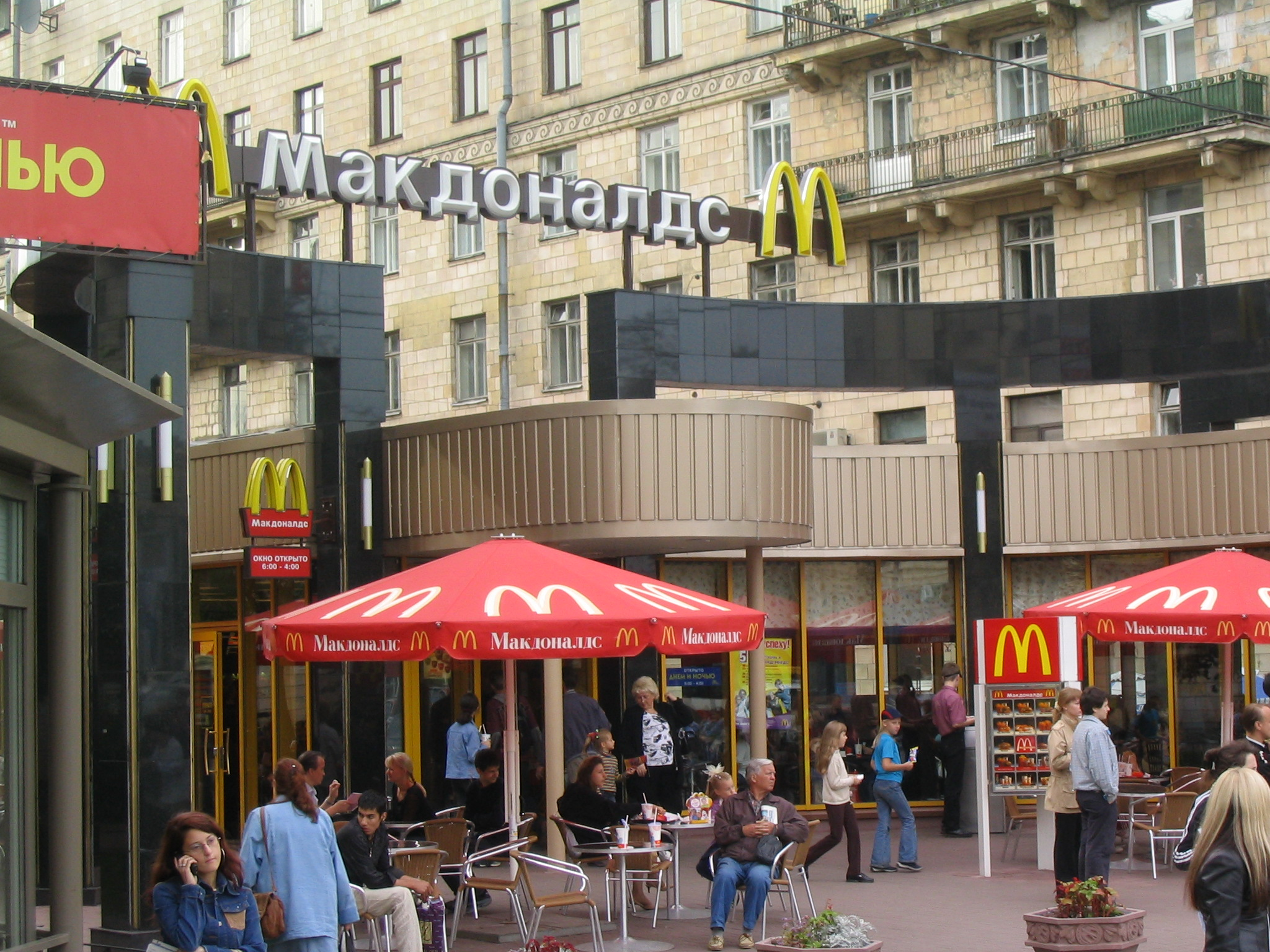
位於俄罗斯的一家麦当劳分店（後於2022年俄羅斯入侵烏克蘭期間關閉）

美式文化帝國主義與本文提及的美式軍事帝國主義大有不同。
但有些帝國主義批評家論斷，文化帝國主義與軍事帝國主義並非全不相干。後殖民主義論奠基者之一，愛德華·萨义德主張，「此種影響力成為強調美式特殊性、利他主義、與機會說之論調。帝國主義一詞或其觀念直到最近才偶爾出現在美國的文化、政治、與歷史等學門中。但帝國主義政策與文化上的連結，在北美，尤其是在美國，實在直截了當，令人驚訝。」他認為，美國以外，特別是非西方的看法，通常在美國就被認為是不言而喻的種族主義行為，也就是透過白種人的負擔之類的觀念來評斷帝國主義。
文化帝國主義說的對立見解則認為，其與任何型式之軍事統治皆無關連。國際關係學者大衛·羅斯卡普（David Rothkop）主張，堅持己見的文化帝國主義說為必然的結果，導因於全球化容許世界各地的消費者就近取得美式產品與觀念。全世界皆受美國魅惑並非受到類似傳統帝國性作為之逼迫，此不同於大英帝國等歷史上的大帝國之作為。羅斯卡普將保存自身文化之渴求視為排外。馬修·佛雷瑟的「大規模娛樂性武器：柔性權力與美利堅帝國」（St. Martin's Press, 2005）一書中有類似的看法，但佛雷瑟論斷美國的全球性文化影響力為美事，以此與新保守主義理論合流。

## 經濟帝國主義
多名評論家強調，軍事性帝國主義與經濟霸權之間的密切關係；他們主張，作戰只為攫取利益。與此對立的觀點則認為，美國歷史中，明顯並無投機性的軍事擴張冒進行為，美國除非是獅子搏兔，否則會努力避免戰爭，這點與其他軍事強權大不相同。美國寧可隔岸觀火以便趁機銷售武器與相關勤務。美國在兩次世界大戰中的作為，以及美軍需索不切實際的超額武器之趨勢，常被用來支持此種觀點。
根據此說，美國的力量虛幻而短暫。美國在全球事務中得獲重要地位是在其他貿易大國因世界大戰而崩潰之後，而美國於冷戰期間透過維持現狀（"status quo"）盡全力保持自身地位。情勢一旦改變，亞歐兩洲的大國將提振自身地位。有观点认为，2018年发生的中美贸易战是典型的“经济霸权”主义的表现。

### 引用
1. ↑  . web.archive.org. 2013-02-20  [2021-09-30].
2. ↑  Carson, Thomas; Bonk, Mary. . Gale Group. 1999: 467–469. ISBN 978-0-7876-3888-7.
3. ↑  Xypolia, Ilia. . Palgrave Macmillan. 2022  [2023-01-24]. ISBN 978-3-030-99815-8. S2CID 248384134. doi:10.1007/978-3-030-99815-8. （原始内容存档于2022-06-13） （英语）.
4. ↑  Bryne, Alex. . The Conversation.   [2019-02-02]. （原始内容存档于2019-02-02） （英语）.
5. ↑  Immerwahr, Daniel. . Vintage Publishing. 2019: 24  [2023-01-24]. ISBN 978-1-84792-399-8. （原始内容存档于2022-04-08）.
6. ↑  Lindsay, Ivo H. Daalder and James M. . 2001-11-30  [2023-01-24]. （原始内容存档于2017-11-17）.
7. 1 2  Hardt, Michael. . 2006-07-13  [2021-09-30]. ISSN 0027-8378. （原始内容存档于2022-04-10） （美国英语）.
8. ↑  [永久]. Dictionary.com.   [2006-06-13]. （原始内容存档于2016-03-03）.
9. ↑  .   [2007-03-29]. （原始内容存档于2013-04-30）.
10. ↑  牛津英語詞典. . 1989  [2006-04-12].[永久]
11. ↑  Miller, Stuart Creighton. . 耶魯大學出版. 1982: 3. ISBN 0-300-02697-8.
12. ↑  Thornton, Archibald Paton. . Palgrave Macmillan. 1978年9月. ISBN 978-0-333-24848-5.
13. ↑  Walzer, Michael. . www.freeindiamedia.com.   [2006-06-10]. （原始内容存档于2006-10-21）.
14. ↑  Miller (1982), op. cit. p. 1.
15. ↑  (原文："proceeding along a path to which no limit can be perceived.")Kellner, Douglas. . 2003-04-25  [2006-02-20]. （原始内容存档于2006-02-17）.
16. ↑  Edwords, Frederick. . The Humanist. November–December 1987, (p. 20-24, 36). （原始内容存档于2006-10-13）.
17. ↑  (原文："in Britain, empire was justified as a benevolent “white man’s burden.” And in the United States, empire does not even exist; “we” are merely protecting the causes of freedom, democracy, and justice worldwide.")Magdoff, Harry; John Bellamy Foster. . 當月評論. November 2001, 53 (6): 7  [2007-03-29]. （原始内容存档于2011-03-17）.
18. ↑  (原文："Imperialism was an aberration.")Miller (1982), op. cit. p. 1-3.
19. ↑  (原文："the United States, from the time it gained its own independence, has used every available means—political, economic, and military—to help and nurture other nations.")Lens, Sidney. . Haymarket Books and Pluto Press. 2003. ISBN 978-0-7453-2100-4. Book jacket.
20. ↑  (原文："far from what the Founding Fathers had intended the young Republic to become.")Buchanan, Patrick. . Regnery Publishing. 1999. ISBN 978-0-89526-272-1. p. 165.
21. ↑  (原文："excesses and cruelties, though sometimes admitted, usually [to be] regarded as momentary aberrations.")Lens (2003), op. cit.  Book jacket.
22. ↑  (原文："fix the premises of discourse and interpretation, and the definition of what is newsworthy in the first place, and they explain the basis and operations of what amount to propaganda campaigns.")Chomsky, Noam. . Pantheon Books. 1988. ISBN 978-0-375-71449-8. （原始内容存档于2007-03-14）.
23. ↑  Bacevich, Andrew. . Harvard University Press. 2004. ISBN 978-0-674-01375-9.
24. ↑  Ali, Tariq. . 左派事務觀察. October 2001, (98)  [2007-03-29]. （原始内容存档于2021-05-06）.
25. ↑  Churchill, Ward. . AK Press. 2003-11-15  [2007-03-29]. ISBN 978-1-902593-79-1. （原始内容存档于2011-10-09）.
26. ↑  Foster, John Bellamy. . Monthly Review. July–August 2003  [2007-03-29]. （原始内容存档于2011-03-17）.
27. ↑  Smith, Ashley. . . Columbia University. 2006-06-24  [2007-03-29]. （原始内容存档于2021-04-29）.
28. ↑  Hardt, Michael. . The Nation. July 13, 2006  [2007-03-29]. （原始内容存档于2009-01-23）.
29. ↑  (原文："the United States does indeed occupy a privileged position in Empire, but this privilege derives not from its similarities to the old European imperialist powers, but from its differences.")Negri, Antonio; Hardt, Michael. . Harvard University Press. 2000: xiii–xiv  [2007-03-29]. ISBN 978-0-674-00671-3. （原始内容存档于2021-04-12）.
30. ↑  America's Empire of Bases 的存檔，存档日期2004-01-17.
31. ↑  Pitts, Chip. . The National Interest. 2006-11-08  [2009-10-08]. （原始内容存档于2009-07-26）.
32. ↑  (原文："we don't seek empires. We're not imperialistic. We never have been.")Bookman, Jay. . Atlanta Journal-Constitution. 2003-06-25. （原始内容存档于2007年2月3日）.
33. ↑  (原文："I want no prisoners. I wish you to kill and burn, the more you kill and burn the better it will please me. I want all persons killed who are capable of bearing arms in actual hostilities against the United States.")Miller (1982), op. cit. p. 220.  See also Wikiquote: Philippine-American War Quotes （页面存档备份，存于）.
34. ↑  (原文"the United States would set up a constabulary, a quasi-military police force led by Americans and made up of local enlisted men. Then the Americans would work with local officials to administer a variety of public services, from vaccinations and schools to tax collection. American officials, though often resented, usually proved more efficient and less venal than their native predecessors... Holding fair elections became a top priority because once a democratically elected government was installed, the Americans felt they could withdraw." )
35. ↑  (原文："the United States was least likely to intervene in those nations (such as Argentina and Costa Rica) where American investors held the biggest stakes. The longest occupations were undertaken in precisely those countries--Nicaragua, Haiti, the Dominican Republic--where the United States had the smallest economic stakes... Unlike the Dutch in the East Indies, the British in Malaya, or the French in Indochina, the Americans left virtually no legacy of economic exploitation.")Boot, Max. . Current History. November 2003, 102 (667). （原始内容存档于2008-05-15）.
36. ↑  Miller (1982), op. cit. p. 136.
37. ↑  Boot, Max. . USA Today. 2003-05-06. （原始内容存档于2009年1月23日）.
38. ↑  Heer, Jeet. . Boston Globe. 2003-03-23  [2007-03-29]. （原始内容存档于2006-05-07）.
39. ↑  Ferguson, Niall. . Penguin. June 2, 2005. ISBN 978-0-14-101700-6.
40. ↑  Miller (1982), op. cit. p. 3.
41. ↑  Lafeber, Walter. . Cornell University Press. 1967. ISBN 978-0-8014-9048-4.
42. ↑  (原文："If we really are imperial, we rule over a very funny sort of empire... The United States hasn't annexed anyone's soil since the Spanish-American War... Imperial powers order and subjects obey. But in our case, we offer the Turks strategic guarantees, political support — and money...  Isolationism, parochialism, and self-absorption are far stronger in the American character than desire for overseas adventurism.")Hanson, Victor Davis. . National Review. November 2002  [2007-03-29]. （原始内容存档于2008-05-11）.
43. ↑  (原文："the United States has pursued imperial policies, especially toward weak countries in the periphery. But U.S. relations with Europe, Japan, China, and Russia cannot be described as imperial... the use or threat of force is unthinkable. Their economies are deeply interwoven... they form a political order built on bargains, diffuse reciprocity, and an array of intergovernmental institutions and ad hoc working relationships.  This is not empire; it is a U.S.-led democratic political order that has no name or historical antecedent.")Ikenberry, G. John. . Foreign Affairs. March–April 2004. （原始内容存档于2012-07-09）.
44. ↑  (原文："With the exception of the purchase of Alaska from Russia in 1867, American territory had remained fixed since 1848. In the 1890s a new spirit of expansion took hold... Yet Americans, who had themselves thrown off the shackles of empire, were not comfortable with administering one. In 1902 American troops left Cuba... The Philippines obtained... complete independence in 1946. Puerto Rico became a self-governing commonwealth... and Hawaii became a state in 1959.")ed. George Clack. . A Portrait of the USA. United States Information Agency. September 1997  [2006-03-20]. （原始内容存档于2007-12-01）.
45. ↑  (原文："So influential has been the discourse insisting on American specialness, altruism and opportunity, that imperialism in the United States as a word or ideology has turned up only rarely and recently in accounts of the United States culture, politics and history. But the connection between imperial politics and culture in North America, and in particular in the United States, is astonishingly direct.")
46. ↑  Said, Edward. Culture and Imperialism 美國國會圖書館的存檔，存档日期2001-09-17, speech at York University, Toronto, February 10, 1993.
47. ↑  Rothkop, David. . Foreign Policy. June 22, 1997. （原始内容存档于2008年11月17日）.
48. ↑  .   [2018-06-20]. （原始内容存档于2018-06-20）.

## 延伸閱讀
- Perkins, John. . 2004. ISBN 1-57675-301-8.
- Zepezauer, Mark. . 2002. ISBN 1-56751-222-4.
- Tremblay, Rodrigue. . Infinty publishing. 2004. ISBN 0-7414-1887-8.
- Card, Orson Scott. . TOR. 2006. ISBN 0-7653-1611-0.

## 外部連結
- Bellah, Robert N. . The Christian Century. 2003-03-08: 20–25. （原始内容存档于2007年4月20日）.
- .   [2006-05-05]. （原始内容存档于2012-03-21）. 此網站指911事件為政府利用公眾恐懼為觸媒，以打造強大的美利堅帝國。
- .   [2006-06-10]. （原始内容存档于2021-04-27）. 由諾姆·喬姆斯基等左翼政論家所撰寫的一系列書籍，嚴詞批評美帝國。
- Boot, Max. . USA today. 2003-05-05  [2007-03-29]. （原始内容存档于2012-08-29）.論斷『美帝國在前一世紀起為世上最強大的力量。』
- Hitchens, Christopher. . Slate.com.   [2006-06-10]. （原始内容存档于2012-03-21）., 警示美國－無論你是否稱之為帝國－應謹慎善用其力量。
- Motyl, Alexander J. . Foreign Affairs. July–August 2006. （原始内容存档于2007-02-24）.兩本意圖以帝國觀解釋美國力量與政策的書籍。
- Niall Ferguson. . Vanity Fair (magazine).   [2006-10-01]. （原始内容存档于2012-04-13）.
- 罗天昊. . FT中文网. 2013年1月21日  [2013年2月4日]. （原始内容存档于2019年5月2日） （中文（中国大陆））.